# Meyer Howard Abrams
Meyer (Mike) Howard Abrams (ur. 23 lipca 1912 w Long Branch, New Jersey, zm. 21 kwietnia 2015 w Ithace) – amerykański krytyk literacki.

## Życiorys
Meyer H. Abrams urodził się 23 lipca 1912 roku. Jego rodzice wyemigrowali do Stanów Zjednoczonych z Grodna w 1906 r. Specjalizował się w literaturze języka angielskiego na Uniwersytecie Harvarda, zdobywając tytuł licencjata w 1934. Studiował filozofię na Uniwersytecie Cambridge i w 1935 powrócił na Uniwersytet Harvarda. W 1937 zdobył tytuł magistra w języku angielskim. Ustanowił fundację, która umożliwiła bibliotece nabycie zestawu dzieł poetyckich Williama Wordswortha. W 2013 otrzymał od prezydenta Baracka Obamy National Humanities Medal. Jego żoną była Ruth Claire Gaynes (1917–2008) z tego związku miał dwie córki.
Zmarł 21 kwietnia 2015 w wieku 102 lat.